# Курулька
Куру́лька — село в Україні, у Барвінківській міській громаді Ізюмського району Харківської області. Населення становить 297 осіб. До 2020 орган місцевого самоврядування —Рідненська сільська рада.

## Географія
Село Курулька знаходиться на лівому березі річки Курулька. Село складається з 2-х частин, розділена балкою по якій протікає струмок на якому створена велика загата (~ 10 га). На відстані 1 км знаходяться села Пашкове і Дібрівне.

## Історія
Точна дата заснування села невідома. Село вперше згадується на мапі 1788 року. Побутує історія про козацькому купця: Через сучасне село Курулька проходив торговий шлях, і одного разу один купець, в оточенні своєї свити
втратив тут свою курильну трубку — «курилку», її, скільки не намагалися, але так і не знайшли.
На честь цього випадку село отримало свою нинішню назву.
У 1846 році Олексієм Михайловичем Мартиновим побудований кам'яний храм в ім'я Олексія, сина Божего.
Село постраждало внаслідок геноциду українського народу, проведеного урядом СССР в 1932—1933 роках, кількість встановлених жертв в Новій Дмитрівці та Курульці — 171 людина.
12 червня 2020 року, відповідно до Розпорядження Кабінету Міністрів України  № 725-р «Про визначення адміністративних центрів та затвердження територій територіальних громад Харківської області», увійшло до складу Барвінківської міської територіальної громади.
19 липня 2020 року, в результаті адміністративно-територіальної реформи та ліквідації Барвінківського району, село увійшло до складу Ізюмського району.
У 2022 році село постраждало внаслідок російських обстрілів.

## Економіка
В селі є кілька вівці-товарних ферм. (зруйновано місцевими)

## Культура
- Школа (зачинена)